# Međunarodni bendijski savez
Međunarodni bendijski savez (eng. Federation of International Bandy), kratica FIB, međunarodno je športsko upravno tijelo za šport bendi. Savez je utemeljen 1955. godine u švedskom Stockholmu, gdje od 1979. ima stalno sjedište. Zemlje-osnivači bile su Švedska, Finska, Norveška i SSSR.
Između 1957. i 2001. savez je nosio ime (na engleskom) International Bandy Federation (IBF).
Kada je FIB bio utemeljen 1955., uveo je ista pravila za bendi diljem svijeta.

## Članice i godina pridruženja
- Afganistan: 2012.
- Argentina: 2008.
- Armenija: 2008.
- Australija: 2006.
- Bjelorusija: 1999.
- Engleska: 2010.
- Estonija: 2002.
- Finska: 1955.
- Indija: 2002.
- Irska: 2006.
- Italija: 2003.
- Japan: 2011.
- Kanada: 1986.
- Kazahstan: 1993.
- Kina: 2010.
- Kirgistan: 2003.
- Latvija: 2006.
- Litva: 2008.
- Mađarska: 1988.
- Mongolija: 2002.
- Nizozemska: 1973.
- Norveška: 1955.
- Poljska: 2005.
- Rusija: 1991.
- SAD: 1981.
- Srbija: 2006.
- Švedska: 1955.
- Švicarska: 2006.
- Ukrajina: 2008.

### Bivše članice
- SSSR: 1955. – 1991.